# Klobukar
Kllobukar en albanais et Klobukar en serbe latin (en serbe cyrillique : Клобукар) est une localité du Kosovo située dans la commune/municipalité de Novobërdë/Novo Brdo, district de Pristina (Kosovo) ou district de Kosovo-Pomoravlje (Serbie). Selon le recensement kosovar de 2011, elle compte 114 habitants.

## Démographie

### Évolution historique de la population dans la localité
| 1948 | 1953 | 1961 | 1971 | 1981 | 1991 | 2011 |
| ---- | ---- | ---- | ---- | ---- | ---- | ---- |
| 493  | 531  | 593  | 614  | 518  | 479  | 114  |

|  |

### Répartition de la population par nationalités (2011)
En 2011, les Albanais représentaient 86,84 % de la population et les Serbes 12,28 %.